# Wskaźniki ogólnoeksploatacyjne w Polsce
Wskaźniki ogólnoeksploatacyjne w Polsce – zbiór wskaźników kolejowych stosowanych na sieci kolejowej w Polsce, które są zdefiniowane w Rozporządzeniu Ministra Infrastruktury z dnia 18 lipca 2005 r. w sprawie ogólnych warunków prowadzenia ruchu kolejowego i sygnalizacji. Wskaźniki oznaczone są symbolem W (stosowane na liniach kolejowych oraz metra) lub Wm (stosowane wyłącznie na liniach metra).

## Lista wskaźników
| Tarcza wskaźnika | Nazwa | Forma i umiejscowienie | Znaczenie |
| ---------------- | --- | --- | --- |
|                  | W 1: Wskaźnik usytuowania                                                                                 | Prostokątna biała tablica z czarnym obramowaniem, a na niej dwa czarne kąty, oparte na krótszych bokach prostokąta, jeden nad drugim, stykające się wierzchołkami w środku tablicy. Wskaźnik W 1 ustawia się bezpośrednio przed tarczą ostrzegawczą lub semaforem lub mocuje się go nisko do słupa tarczy (semafora) dla zwrócenia uwagi na tarczę lub semafor. | Oznacza miejsce ustawienia tarczy ostrzegawczej semaforowej lub przejazdowej, a na szlakach z samoczynną blokadą liniową czterostawną – przedostatniego semafora odstępowego blokady samoczynnej na szlaku przed semaforem wjazdowym. |
|                  | W 2: Wskaźnik kierunku jazdy                                                                              | Wskaźnik świetlny z matowobiałą literą na czarnym tle, stanowiącą skrót nazwy stacji końcowej lub najbliższej węzłowej danej linii kolejowej bądź innego wyróżnionego punktu docelowego dla wyjazdu pociągu. Wskaźnik W 2 umieszcza się na maszcie semafora albo na osobnym maszcie. | Oznacza kierunek wyjazdu pociągu. |
|                  | W 3: Wskaźnik unieważnienia                                                                               | Wskaźnik w dzień stanowi słup semafora bez ramion, w nocy zaś – białe światło u wierzchołka słupa. Stosuje się też wskaźnik W 3 w wersji świetlnej – białe światło na słupie wskaźnika świetlnego. Wskaźnik W 3 ustawia się z prawej strony toru przy znajdującym się tam semaforze lub tarczy zaporowej. | Oznacza, że znajdujący się z prawej strony toru przy tym wskaźniku semafor lub tarcza zatrzymania nie odnoszą się do toru, przy którym stoi wskaźnik. |
|                  | W 4: Wskaźnik zatrzymania                                                                                 | Prosty biały krzyż na czarnym prostokątnym tle (wskaźnik może być wykonany w postaci świetlnej latarni ze szkłem mlecznobiałym lub tarczy nieoświetlonej, w zależności od warunków miejscowych). Wskaźnik ustawia się przy końcu peronu lub przed ukresem z prawej strony toru, do którego się odnosi. | Oznacza miejsce zatrzymania się czoła pociągu na stacji, przystanku, posterunku osłonnym, do którego może dojechać czoło zatrzymującego się tam pociągu. |
|                  | Wm 4: Miejsce zatrzymania czoła pociągu                                                                   | Stosowany na liniach metra. Pozioma belka, biała z czterema ukośnymi pasami, umieszczona pomiędzy tokami szyn toru, do którego wskaźnik się odnosi. | Wskaźnik służy do oznaczenia miejsca, do którego ma dojechać czoło pociągu zatrzymującego się przy peronie. |
|                  | W 5: Wskaźnik przetaczania                                                                                | Biała tablica u góry zaokrąglona, z czarnym obramowaniem. Wskaźnik należy ustawiać przed semaforem wjazdowym w odległości co najmniej 100 m, patrząc w kierunku szlaku. Na stacjach linii kolejowych dwutorowych wskaźnik ustawia się przy torach wjazdowych, po stronie semafora wjazdowego, a na stacjach linii kolejowych jednotorowych wskaźnik ustawia się po prawej stronie toru głównego zasadniczego, patrząc w kierunku szlaku. | Oznacza granicę przetaczania. |
|                  | W 6: Wskaźnik ostrzegania                                                                                 | Trójkątna biała tablica (trójkąt równoboczny) z czarnym obramowaniem, zwrócona wierzchołkiem ku górze. Wskaźnik ustawia się tam, gdzie maszynista powinien dać sygnał „Baczność”. | Oznacza że należy dać sygnał Rp 1 „Baczność”. |
|                  | W 6a: Wskaźnik ostrzegania                                                                                | Trójkątna biała tablica (trójkąt równoboczny) z czarnym obramowaniem i wyobrażeniem pojazdu drogowego, zwrócona wierzchołkiem ku górze. Wskaźnik ustawia się przed przejazdami kolejowo-drogowymi wszystkich kategorii i przejściami dla pieszych; jeżeli na przejazdach kategorii A (z obsługą na miejscu) oraz kategorii B są zachowane wymagane warunki widoczności czoła pociągu z 5 metrów, stosowanie przedmiotowych wskaźników nie jest obligatoryjne. | Oznacza że należy dać sygnał Rp 1 „Baczność”. |
|                  | W 6b: Wskaźnik ostrzegania                                                                                | Dwie trójkątne białe tablice (trójkąty równoboczne) z czarnym obramowaniem i wyobrażeniem pojazdu drogowego, zwrócone wierzchołkami ku górze, umieszczone bezpośrednio jeden pod drugim. Wskaźnik można ustawiać zamiast wskaźnika W 6a przed przejazdami i przejściami kolejowymi. | Oznacza, że należy wielokrotnie dać sygnał Rp 1 „Baczność”. |
|                  | W 7: Wskaźnik ostrzegania                                                                                 | Przenośna trójkątna biała tablica (trójkąt równoboczny) z czarnym obramowaniem i czarną literą „R”, zwrócona wierzchołkiem ku górze. Wskaźnik W 7 stosuje się tam, gdzie maszynista powinien dać sygnał „Baczność” ze względu na bezpieczeństwo ludzi pracujących na torze i ustawia się z obu stron przed miejscem prowadzenia robót na torze, w odległości od 300 do 500 m od miejsca prowadzenia robót, w zależności od warunków miejscowych. | Oznacza że należy dać sygnał Rp 1 „Baczność”. |
|                  | W 8: Wskaźnik ograniczenia prędkości                                                                      | Trójkątna biała tablica (trójkąt równoboczny) z czarnym obramowaniem, zwrócona wierzchołkiem ku dołowi, a na niej czarna liczba wskazująca dozwoloną prędkość (w dziesiątkach km/h, brak oznacza prędkość 20 km/h). Gdy nie można ustawić tej tablicy z zachowaniem skrajni, stosuje się tablicę zwróconą wierzchołkiem ku górze i umieszcza ją nisko na wysokości główki szyny. Wskaźnik ustawia się w odległości drogi hamowania obowiązującej na danej linii kolejowej przed początkiem odcinka, po którym należy jechać ze zmniejszoną prędkością. W przypadku konieczności zmniejszenia prędkości pociągów w obrębie stacji na całej jej długości należy ustawić wskaźnik przed stacją, przy tarczy ostrzegawczej odnoszącej się do semafora wjazdowego. Patrz też: Przykłady. | Oznacza, że należy zmniejszyć prędkość jazdy. |
|                  | W 9: Wskaźnik odcinka ograniczonej prędkości                                                              | Prostokątna biała tablica z czarnym obramowaniem, a na niej z jednej strony czarny kąt, zwrócony wierzchołkiem ku dołowi, z drugiej zaś – zwrócony wierzchołkiem ku górze (kąt oparty jest na krótszym boku prostokąta, a wierzchołek dotyka przeciwległego boku). Wskaźnik ustawia się za wskaźnikiem W 8, patrząc w kierunku jazdy, na początku, a w miarę potrzeby także i na końcu odcinka, przez który należy jechać ze zmniejszoną prędkością. Na liniach wąskotorowych za jego pomocą oznacza się jedynie koniec odcinka z ograniczoną prędkością. Początek takiego odcinka oznacza się za pomocą wskaźnika W 8. Patrz też: Przykłady. | Oznacza początek lub koniec odcinka, przez który należy przejeżdżać z ograniczoną prędkością. |
|                  | W 10a i W 10b: Wskaźniki odcinka z popychaniem                                                            | Wskaźnik świetlny (latarnia) – mlecznobiały kąt na czarnym tle zwrócony wierzchołkiem ku górze (wskaźnik W 10a – oznaczający początek odcinka z popychaniem) albo ku dołowi (wskaźnik W 10b oznaczający koniec odcinka z popychaniem) | Oznaczają, że należy rozpocząć (wskaźnik W 10a) albo zaprzestać (wskaźnik W 10b) popychania. W 10a oznaczający początek odcinka z popychaniem ustawia się w odległości 100 m przed miejscem, od którego należy rozpocząć popychanie, natomiast W 10b oznaczający koniec odcinka z popychaniem – w miejscu, od którego należy zaprzestać popychania pociągów. Wskaźniki te umieszcza się po prawej stronie toru, do którego się odnoszą. |
|                  | W 11a: Wskaźniki uprzedzające                                                                             | Przed tarczą ostrzegawczą zawsze trzy, a przed semaforem, którego obrazy sygnałowe mogą nie być widoczne w sposób ciągły z wymaganej odległości, zawsze cztery kolejno po sobie następujące prostokątne lub kwadratowe białe tablice odpowiednio: z trzema, dwoma i jednym albo z czterema, trzema, dwoma i jednym czarnymi pasami, wznoszącymi się ukośnie z lewa na prawo; pasy czarne na tablicach prostokątnych maluje się pod kątem 30°, a na tablicach kwadratowych – pod kątem 45° do poziomu: | Oznaczają, że za wskaźnikiem znajduje się tarcza ostrzegawcza semafora wjazdowego lub odstępowego albo semafor, którego obrazy sygnałowe mogą nie być widoczne w sposób ciągły z wymaganej odległości. |
|                  | W 11b: Wskaźniki uprzedzające                                                                             | Przed tarczą ostrzegawczą zawsze trzy, a przed semaforem, którego obrazy sygnałowe mogą nie być widoczne w sposób ciągły z wymaganej odległości, zawsze cztery kolejno po sobie następujące prostokątne lub kwadratowe białe tablice odpowiednio: z trzema, dwoma i jednym albo z czterema, trzema, dwoma i jednym czarnymi pasami, wznoszącymi się ukośnie z lewa na prawo; pasy czarne na tablicach prostokątnych maluje się pod kątem 30°, a na tablicach kwadratowych – pod kątem 45° do poziomu. Na wskaźniku na czarnych pasach tablic umieszcza się czerwoną strzałę w kształcie błyskawicy, zwróconą ostrzem ku dołowi i malowaną na całej długości tablicy wskaźnika. | Oznaczają, że za wskaźnikiem znajduje się tarcza ostrzegawcza semafora wjazdowego posterunku ruchu, na którym rozpoczyna się odcinek zelektryfikowany. |
|                  | W 11p: Wskaźnik przejazdowy                                                                               | Przed tarczą ostrzegawczą przejazdową jedna, a przed tarczą ostrzegawczą przejazdową, której obrazy sygnałowe mogą nie być widoczne w sposób ciągły z wymaganej odległości, dwie, kolejno po sobie następujące prostokątne tablice pomarańczowe, odpowiednio z jednym albo dwoma czarnymi trójkątami równobocznymi skierowanymi wierzchołkiem do góry, umieszczonymi w środkowej części tablicy. Wskaźnik z jednym trójkątem ustawia się w odległości 200 m, a wskaźnik z dwoma trójkątami – 400 m, przed tarczą ostrzegawczą przejazdową, po tej samej stronie toru, po której umieszczona jest tarcza ostrzegawcza przejazdowa, do której wskaźnik się odnosi. | Oznaczają, że za wskaźnikami znajduje się tarcza ostrzegawcza przejazdowa. |
|                  | W 12: Wskaźnik parowozowy                                                                                 | Biała tablica w kształcie ukośnika z czarnym obramowaniem, zwrócona do góry wierzchołkiem leżącym na dłuższej przekątnej. Wskaźnik ustawia się w odległości 200 m przed mostami, wiaduktami lub innymi obiektami. | Oznacza, że należy zakropić popielnik oraz zamknąć jego klapy. |
|                  | W 13: Wskaźnik torowy                                                                                     | Czarno-biała krata lub dwie kraty, każda składająca się z dwóch par czarno-białych ukośników, umieszczone jedna nad drugą. Wskaźnik ustawia się w odległości 50 m od osłanianego miejsca, z obu stron tego miejsca, przy każdym torze. Przeszkody znajdujące się w odległości mniejszej od 150 m jedna od drugiej powinny być oznaczone jako jedna przeszkoda wskaźnikiem w postaci dwóch krat. | Oznacza, że należy podnieść noże i zamknąć skrzydła pługa odśnieżnego oraz zachować szczególną ostrożność przy pracy podbijarek, oczyszczarek tłucznia i innych maszyn torowych. |
|                  | W 14: Wskaźniki odcinka ograniczonej prędkości                                                            | Prostokątna pomarańczowa tablica z czarnym obramowaniem, a na niej z jednej strony czarny kąt, zwrócony wierzchołkiem ku dołowi, z drugiej zaś – zwrócony wierzchołkiem ku górze (kąt oparty jest na krótszym boku prostokąta, a wierzchołek dotyka przeciwległego boku). Wskaźnik ustawia się za tarczą D 6 „Zwolnić bieg”, patrząc w kierunku jazdy, na początku, a w razie potrzeby i na końcu odcinka, przez który należy jechać ze zmniejszoną prędkością. | Oznaczają początek lub koniec odcinka, przez który należy przejeżdżać z ograniczoną prędkością. |
|                  | W 15: Wskaźnik zmiany lokalizacji                                                                         | Kwadratowa biała tablica z czarnym trójkątem zwróconym ostrzem w kierunku semafora, sygnalizatora powtarzającego lub tarczy ostrzegawczej (trójkąt równoramienny, którego podstawą jest bok kwadratu, a wierzchołek skierowany do sygnalizatora leży na środku przeciwległego boku). Wskaźnik ustawia się w tym miejscu, w którym powinny być ustawione: semafor, sygnalizator powtarzający lub tarcza ostrzegawcza. | Oznacza, że semafor, sygnalizator powtarzający lub tarcza ostrzegawcza nie są umieszczone w miejscu, w którym powinny się znajdować, pomimo to odnoszą się do toru, przy którym stoi wskaźnik. |
|                  | W 16: Wskaźnik przystanku osobowego                                                                       | Biała pozioma tablica z trzema czarnymi pasami, wznoszącymi się ukośnie z lewa na prawo. Wskaźnik ustawia się skośnie do toru przed przystankami osobowymi, na których nie ma semaforów, z prawej strony toru, do którego się odnosi, w odległości drogi hamowania pociągów obowiązującej na danym szlaku, liczonej od wskaźnika W 4, ustawionego na tym przystanku. | Oznacza, że za wskaźnikiem w odległości drogi hamowania znajduje się przystanek osobowy. |
|                  | Wm 16: Rozpocząć hamowanie przed peronem                                                                  | Stosowany na liniach metra. Biała tablica prostokątna z czarną literą H. Wskaźnik umieszcza się w odległości drogi hamowania od miejsca zatrzymania czoła pociągu przy peronie. Wskaźnik może być umieszczony na ścianie tunelu lub między tokami szyn. | Wskaźnik określa miejsce, od którego należy rozpocząć hamowanie pociągu zatrzymującego się przy peronie. |
|                  | W 17: Wskaźnik ukresu                                                                                     | Wskaźnik w postaci biało-czerwonego słupka (słupek ukresowy). Miejsce usytuowania wskaźnika wyznacza się z uwzględnieniem obowiązującej skrajni i warunków lokalnych, w szczególności przechyłki lub poszerzenia na łuku. | Oznacza miejsce przy zbiegających się torach, do którego wolno tor zająć taborem kolejowym. |
|                  | Wm 17: Miejsce u zbiegu torów, poza którym tabor znajduje się w skrajni taboru obu zbiegających się torów | Stosowany na liniach metra. Biało-czerwona belka ułożona pomiędzy wewnętrznymi szynami w miejscu zbiegających się torów. Wskaźnika nie stosuje się w terenie otwartym. | Wskaźnik wyznacza miejsce przy dwu zbiegających się torach, do którego wolno jeden z nich zająć taborem, tak aby zachować możliwość przejazdu taboru po drugim torze. |
|                  | W 18: Wskaźnik samoczynnej blokady liniowej                                                               | Kwadratowa biała tablica z czarnym obramowaniem, a na niej czarny pierścień z czarnym kołem w środku. Wskaźnik umieszcza się na maszcie ostatniego semafora odstępowego samoczynnej blokady liniowej w celu poinformowania drużyny pociągowej, że zbliża się do semafora wjazdowego posterunku ruchu | Oznacza miejsce ustawienia ostatniego semafora odstępowego samoczynnej blokady liniowej na szlaku przed semaforem wjazdowym. |
|                  | W 19: Wskaźnik uprzedzający o braku drogi hamowania                                                       | Biała strzała, zwrócona ostrzem ku dołowi, na czarnym tle. Wskaźnik umieszcza się na maszcie semafora lub tarczy ostrzegawczej semaforowej bezpośrednio poprzedzających ten semafor lub tarczę ostrzegawczą semaforową, za którymi występuje skrócony odstęp. | Oznacza, że odległość między dwoma następnymi semaforami lub między następną tarczą ostrzegawczą semaforową a semaforem jest mniejsza od obowiązującej na danej linii kolejowej długości drogi hamowania. |
|                  | W 20: Wskaźnik braku drogi hamowania                                                                      | Dwie równoległe białe strzały, zwrócone ostrzem ku dołowi, na czarnym tle. Wskaźnik umieszcza się na maszcie tarczy ostrzegawczej semaforowej lub semafora na początku skróconego odstępu, patrząc w kierunku jazdy pociągu. | Oznacza, że odległość między tarczą ostrzegawczą semaforową lub semaforem, na których jest umieszczony wskaźnik, a następnym semaforem jest mniejsza od obowiązującej na danej linii kolejowej długości drogi hamowania. |
|                  | W 21: Wskaźniki podwyższenia prędkości                                                                    | Kwadratowa lub prostokątna czarna tablica, a na niej biała liczba wskazująca największą dozwoloną prędkość za semaforem określoną w dziesiątkach kilometrów na godzinę. | Wyświetlony razem z sygnałem na semaforze oznacza, że jazda za tym semaforem może odbywać się z prędkością określoną przez wskaźnik. Prędkość podana na wskaźniku ma wyższy priorytet niż prędkość wynikająca z sygnału na semaforze. |
|                  | W 22: Wskaźnik jazdy pociągu towarowego                                                                   | Kwadratowa czarna tablica ustawiona po przekątnej pionowo, a na niej umieszczona centralnie biała litera „T” wykonana z materiałów odblaskowych. Wskaźnik jest stosowany na semaforach odstępowych samoczynnej blokady liniowej, ustawionych na wzniesieniu miarodajnym ponad 6‰ na długości drogi hamowania. | Oznacza, że pociąg towarowy może przejechać bez zatrzymania z prędkością nie większą od 20 km/h obok semafora odstępowego blokady samoczynnej, wskazującego sygnał „Stój”. |
|                  | W 23: Wskaźnik odcinka izolowanego                                                                        | Wskaźnik w postaci żółtego słupka ustawionego przy torze. Wskaźnik oznacza miejsce, przed którym przetaczany tabor kolejowy powinien się zatrzymać, aby umożliwić przestawienie zwrotnicy. | Oznacza początek odcinka torowego lub zwrotnicowego wyposażonego w urządzenie kontroli niezajętości torów i rozjazdów. |
|                  | W 24: Wskaźnik kierunku przeciwnego                                                                       | Wskaźnik świetlny, matowobiała kresa na kwadratowej czarnej tablicy wznosząca się do góry z prawa na lewo. Wskaźnik umieszcza się na maszcie semafora albo na osobnym maszcie. | Oznacza wyjazd na tor szlaku dwutorowego w kierunku przeciwnym do zasadniczego. |
|                  | W 25: Wskaźnik ogrzewania                                                                                 | Wskaźnik świetlny – jedna lub dwie prostokątne latarnie umieszczone na wspólnym maszcie; na każdej latarni, w kolorze czerwonym, numer toru ze strzałką zwróconą w kierunku toru, do którego się ta latarnia odnosi, oraz strzała w kształcie błyskawicy zwrócona ostrzem ku dołowi. Wskaźnik ustawia się na międzytorzu w miejscu stanowiska elektrycznego ogrzewania wagonów na torach postojowych. Wskaźnik W 25 wyświetla się z chwilą rozpoczęcia ogrzewania. | Oznacza stanowisko elektrycznego ogrzewania wagonów i rozpoczęcia ogrzewania. |
|                  | W 26a i W 26b: Wskaźniki kierunku jazdy                                                                   | Wskaźnik świetlny z matowobiałą literą na czarnym tle, stanowiącą skrót nazwy grupy torów, na którą przejeżdża pociąg (wskaźnik W 26a – zawsze litera „P”, wskaźnik W 26b – zawsze litera „D”). Wskaźniki umieszcza się na semaforze ustawionym przed przejściem zwrotnicowym służącym do przejazdu z jednej grupy torów na drugą. | Oznaczają przejazd z grupy torów dalekobieżnych na grupę torów podmiejskich (wskaźnik W 26a) lub przejazd z grupy torów podmiejskich na grupę torów dalekobieżnych (wskaźnik W 26b). |
|                  | W 27a: Wskaźnik zmiany prędkości                                                                          | Kwadratowa biała tablica z czarną obwódką, a na niej czarna liczba wskazująca największą dozwoloną prędkość drogową określoną w dziesiątkach kilometrów na godzinę. Wskaźnik ustawia się w miejscu zmiany największej dozwolonej prędkości drogowej na szlaku jednotorowym po prawej stronie toru, patrząc w kierunku wzrostu kilometrażu linii kolejowej (wskaźnik dwustronny, stosownie do prędkości dozwolonej za tym wskaźnikiem, patrząc w kierunku jazdy pociągu). W obrębie stacji wskaźnik W 27 ustawia się: - przy zmniejszeniu prędkości – przed pierwszą zwrotnicą, - przy zwiększeniu prędkości – za ostatnią zwrotnicą, | Oznacza miejsce zmiany i obowiązującą od tego miejsca największą dozwoloną prędkość drogową. |
|                  | W 28: Wskaźnik kanału radiowego                                                                           | Okrągła czarna tablica, a na niej żółte oznaczenie literowo-cyfrowe; litera stanowi uzgodniony z Prezesem UTK wyróżnik zarządcy infrastruktury – dla PKP PLK jest litera „R”, którego wskaźnik dotyczy; liczba wskazuje numer kanału radiołączności pociągowej, przydzielonego danemu zarządcy infrastruktury. | Oznacza miejsce zmiany i obowiązujący od tego miejsca numer kanału radiołączności pociągowej. |
|                  | W 29: Wskaźnik nawiązania łączności                                                                       | Pomarańczowa tablica pozioma, a na niej dwa czarne kąty, oparte na krótszych bokach prostokąta, jeden obok drugiego, stykające się wierzchołkami w środku tablicy. Wskaźnik W 29 ustawia się skośnie do toru, po prawej stronie toru przed mijanką bezobsługową w odległości nie mniejszej niż 1.600 m przed samoczynnie działającym semaforem wjazdowym. | Oznacza, że należy nawiązać łączność radiową z dyżurnym ruchu odcinkowym. |
|                  | W 30: Wskaźnik ważenia składu                                                                             | Wskaźnik świetlny – matowobiałe koło na jasnoniebieskim tle, a w kole napis „Waga x km/h”, gdzie „x” oznacza prędkość przejazdu w km/h. | Oznacza prędkość, z jaką należy przejeżdżać przez automatyczną wagę podczas ważenia składu. |
|                  | W 31: Wskaźnik kasowania                                                                                  | Biały ukośny krzyż z czarną obwódką. Wskaźnik umieszcza się na nieczynnych sygnalizatorach. | Oznacza, że sygnalizator, na którym został umieszczony wskaźnik, jest nieczynny, nie został oddany do użytku lub jest unieważniony, a sygnały wyświetlane na nim są nieobowiązujące. |
|                  | W 32: Wskaźnik czoła pociągu                                                                              | Biała tablica pięciokątna (ścięty prostokąt) z czarną obwódką i czarną liczbą określającą długość pociągu w metrach. Wskaźnik stosuje się na stacjach i przystankach osobowych. | Oznacza miejsce zatrzymania czoła pociągu o długości określonej tym wskaźnikiem. |
|                  | Wm 32: Strzałka wskaźnikowa                                                                               | Czarna kwadratowa tablica z białym trójkątem, skierowanym w lewo lub w prawo. | Strzałkami wskaźnikowymi uzupełnia się wskaźniki, umieszczone w pobliżu miejsca rozgałęzienia torów, w celu jednoznacznego określenia toru, do którego wskaźnik wyposażony w tę strzałkę wskaźnikową się odnosi; wskaźnik, na którym umieszczono strzałkę wskaźnikową dotyczy toru, na który skierowany jest wierzchołek białego trójkąta tej strzałki.                                                                                 |
|                  | W 33: Wskaźnik początku obowiązywania systemu ERTMS/GSM-R                                                 | Prostokątna biała tablica z czarnym obramowaniem, a na niej czarny symbol graficzny przedstawiający słuchawkę oraz czarne litery GSM-R umieszczone poniżej symbolu słuchawki. Litery GSM-R stanowią skrót od nazwy systemu radiołączności pociągowej, którego wskaźnik dotyczy. Poniżej wewnątrz czarnego obramowania w kształcie elipsy umieszczony jest czarny skrót literowy nazwy państwa, na obszarze którego zainstalowany jest dany system GSM-R. Koniec odcinka obowiązywania danego systemu GSM-R oznaczany jest wskaźnikiem W 34. | Oznacza miejsce zmiany i obowiązujący od tego miejsca system radio-łączności pociągowej GSM-R. |
|                  | W 34: Wskaźnik końca obowiązywania systemu ERTMS/GSM-R                                                    | Prostokątna biała tablica z czarnym obramowaniem, a na niej czarny symbol graficzny przedstawiający słuchawkę oraz czarne litery GSM-R umieszczone poniżej symbolu słuchawki. Poniżej wewnątrz czarnego obramowania w kształcie elipsy umieszczony jest czarny skrót literowy nazwy państwa, na obszarze którego zainstalowany jest dany system ERTMS/GSM-R. Tablica przekreślona czerwonym pasem wznoszącym się ukośnie od lewego dolnego wierzchołka do prawego górnego wierzchołka. | Oznacza koniec obowiązującego do tego miejsca systemu ERTMS/GSM-R. |

## Galeria

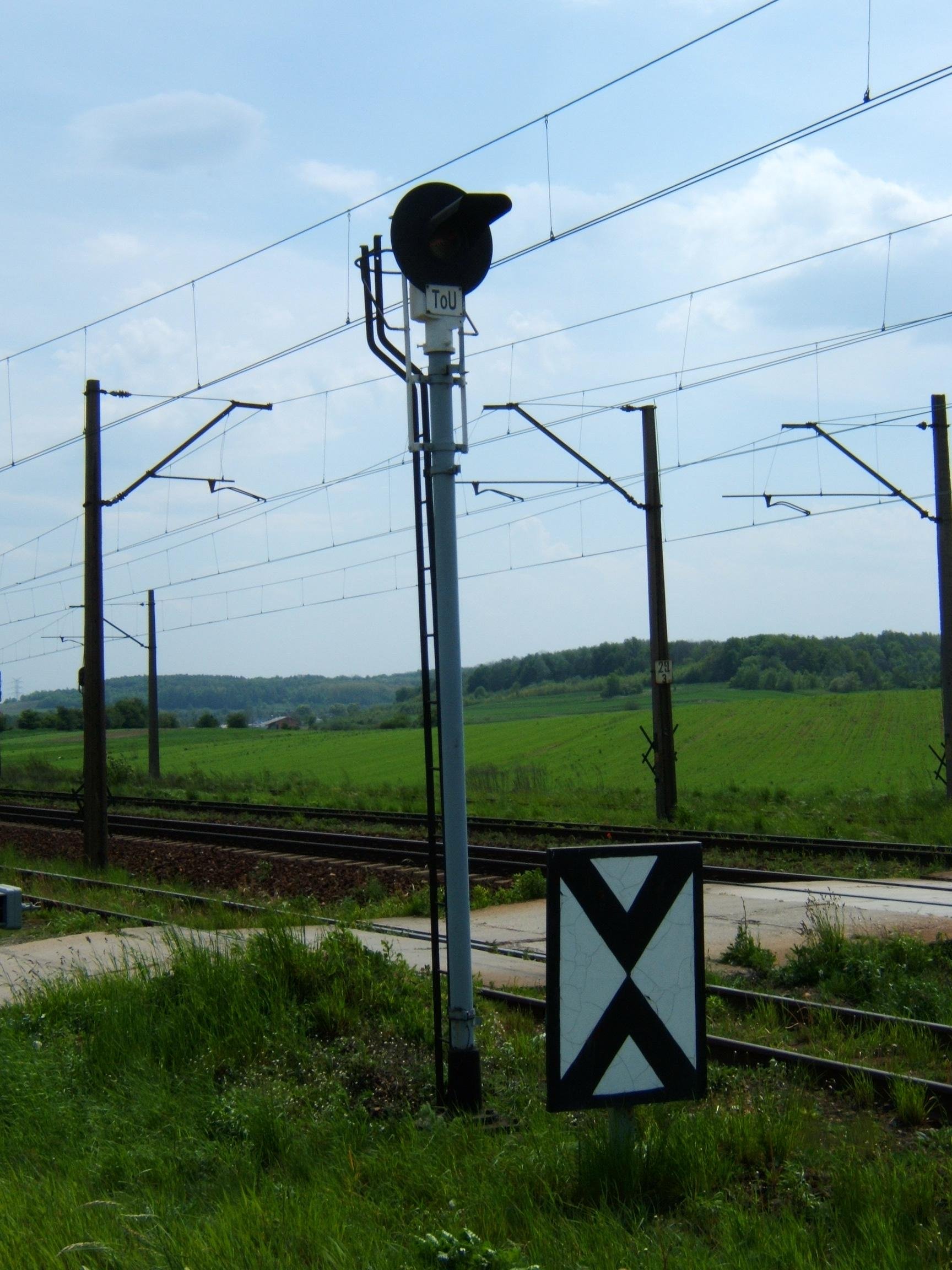
W 1 ustawiony przed tarczą ostrzegawczą przy przejeździe kolejowo-drogowym w Nakle Śląskim
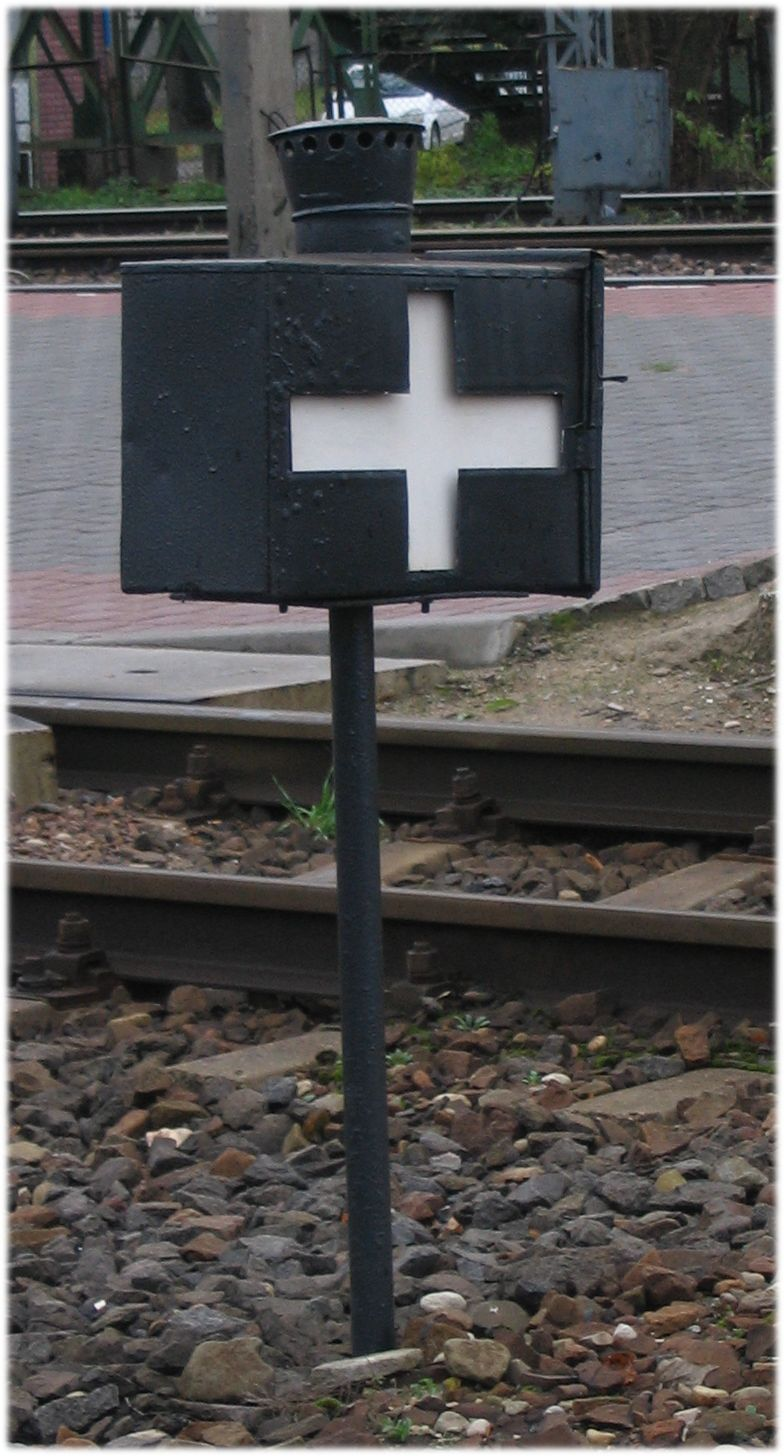
W 4 na stacji Białystok
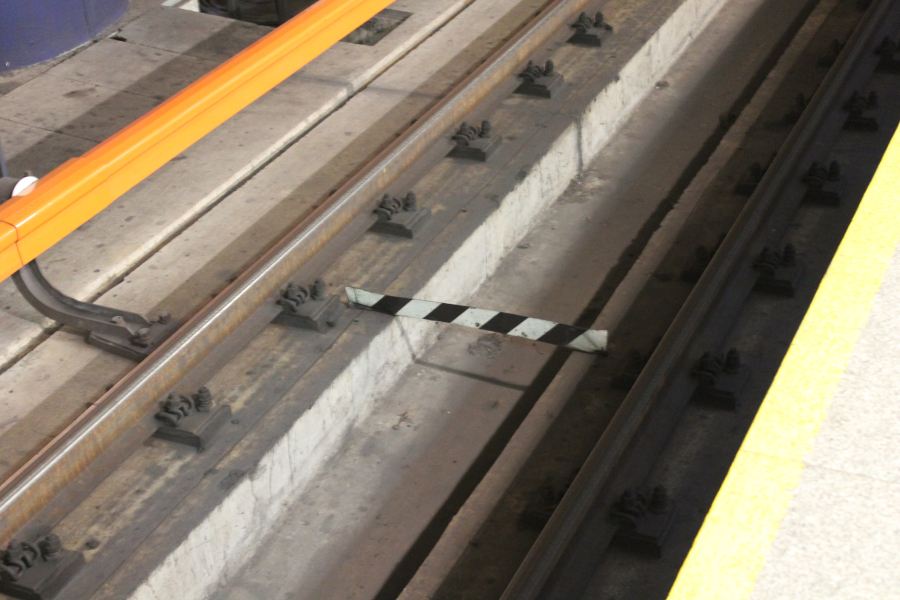
Wm 4 na stacji metra Centrum
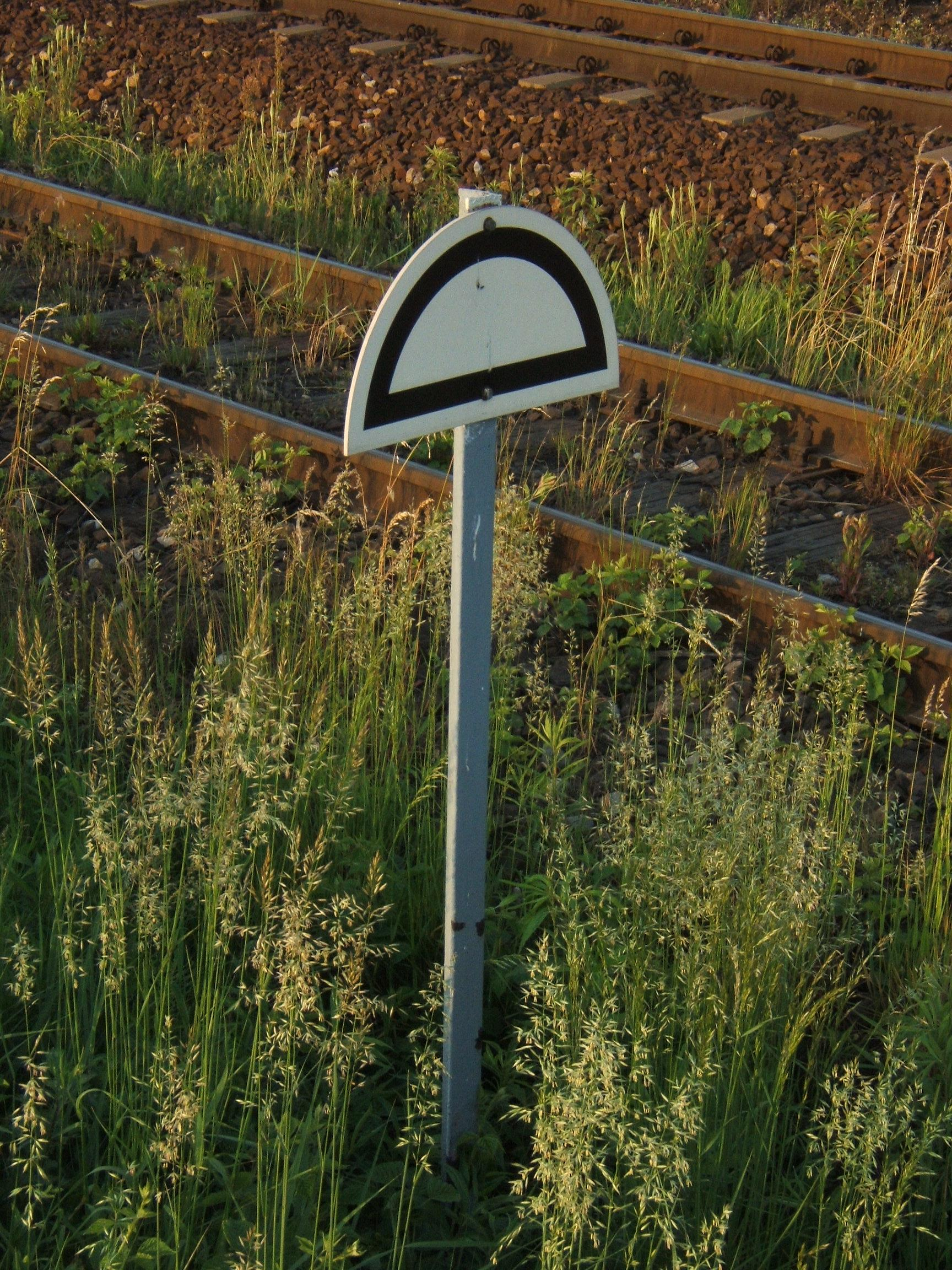
W 5 przy torach kolejowych w Nakle Śląskim
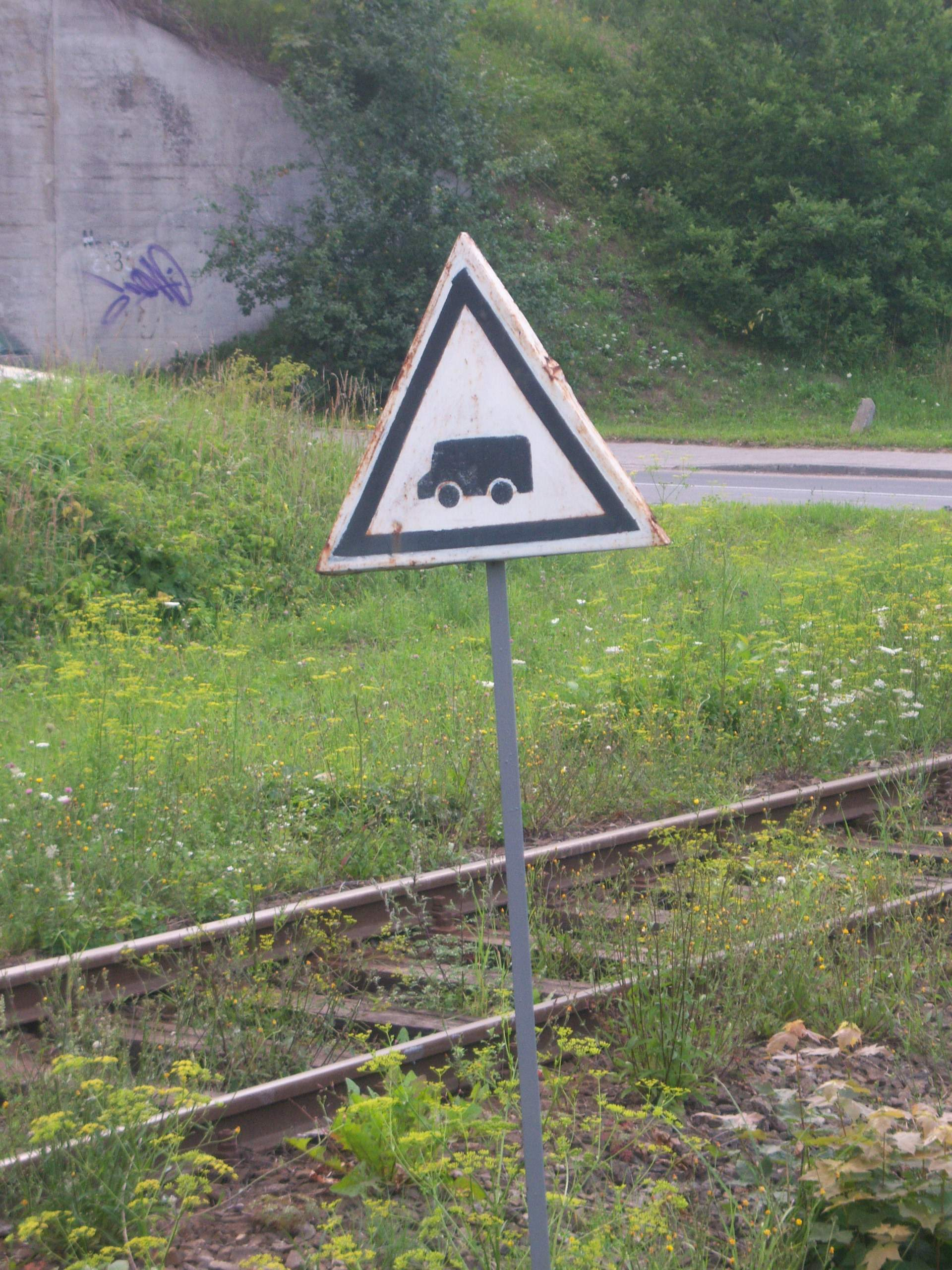
W 6a przy linii kolejowej nr 388
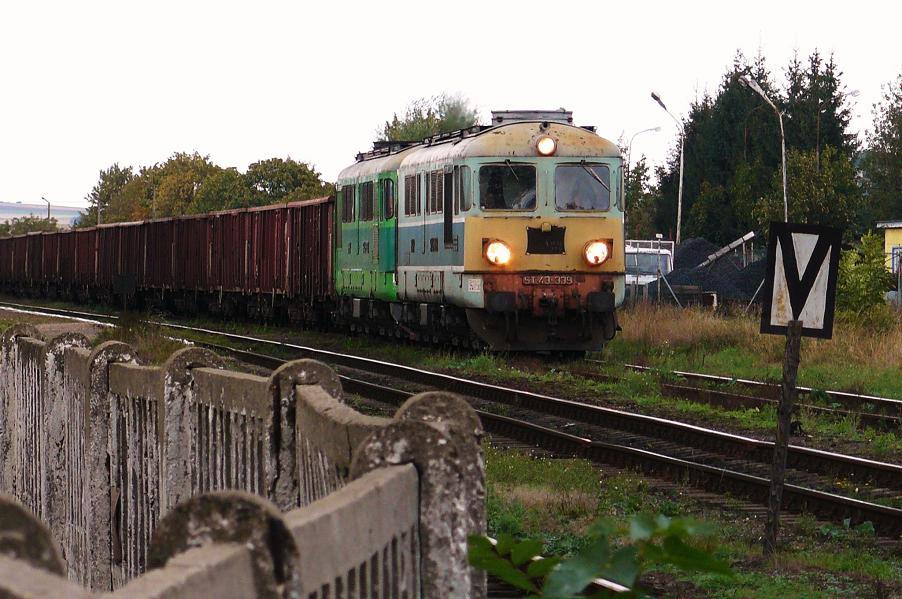
W 9 na stacji Ząbkowice Śląskie
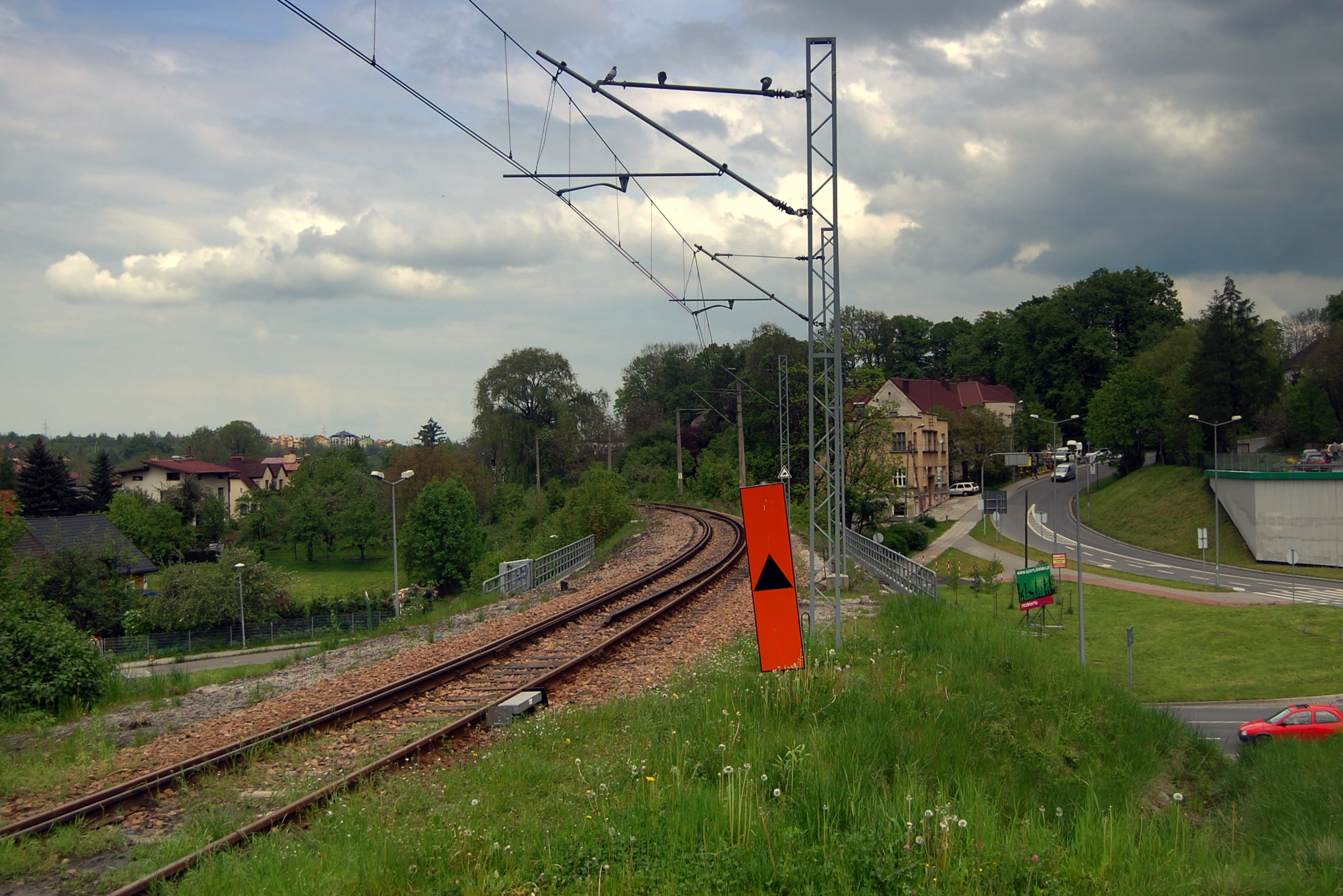
W 11p na linii nr 190
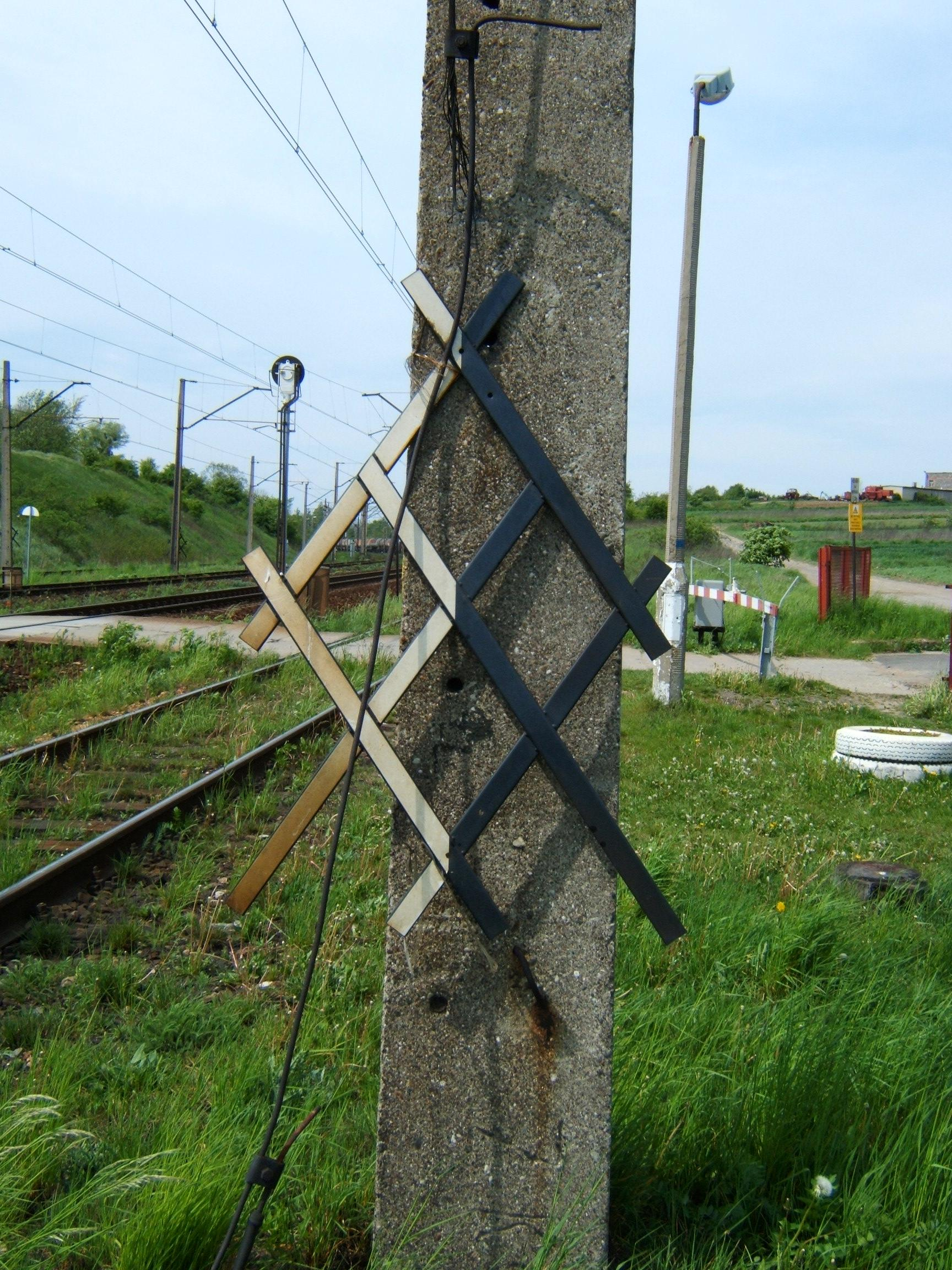
W 13 przed przejazdem kolejowo-drogowym w Nakle Śląskim
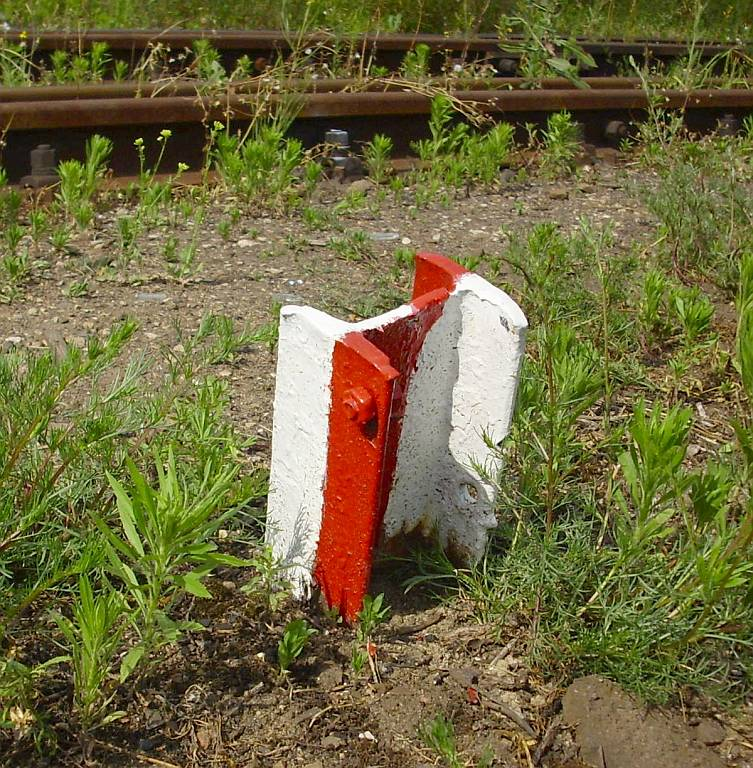
W 17 wykonany z kawałka dwuteownika
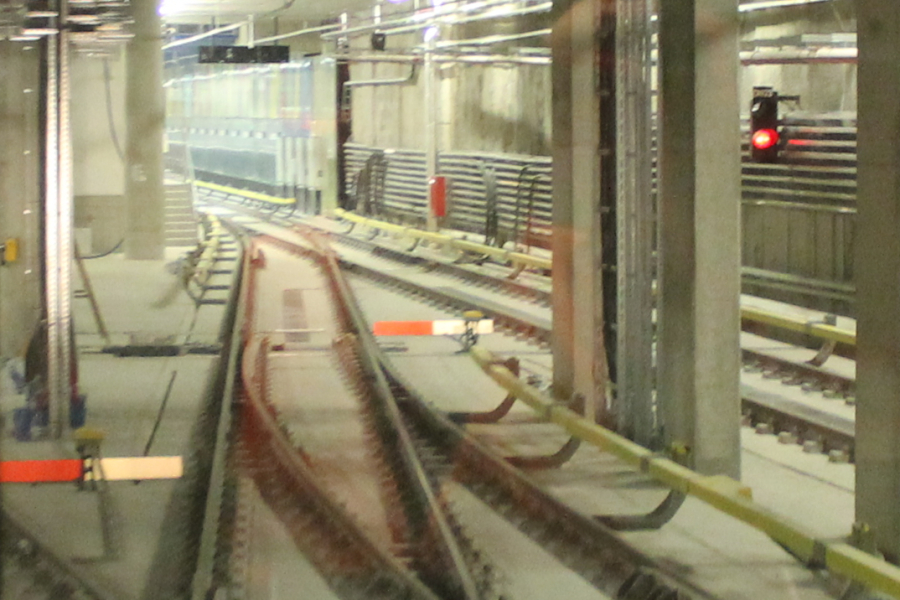
Wm 17 w pobliżu stacji metra Dworzec Wileński
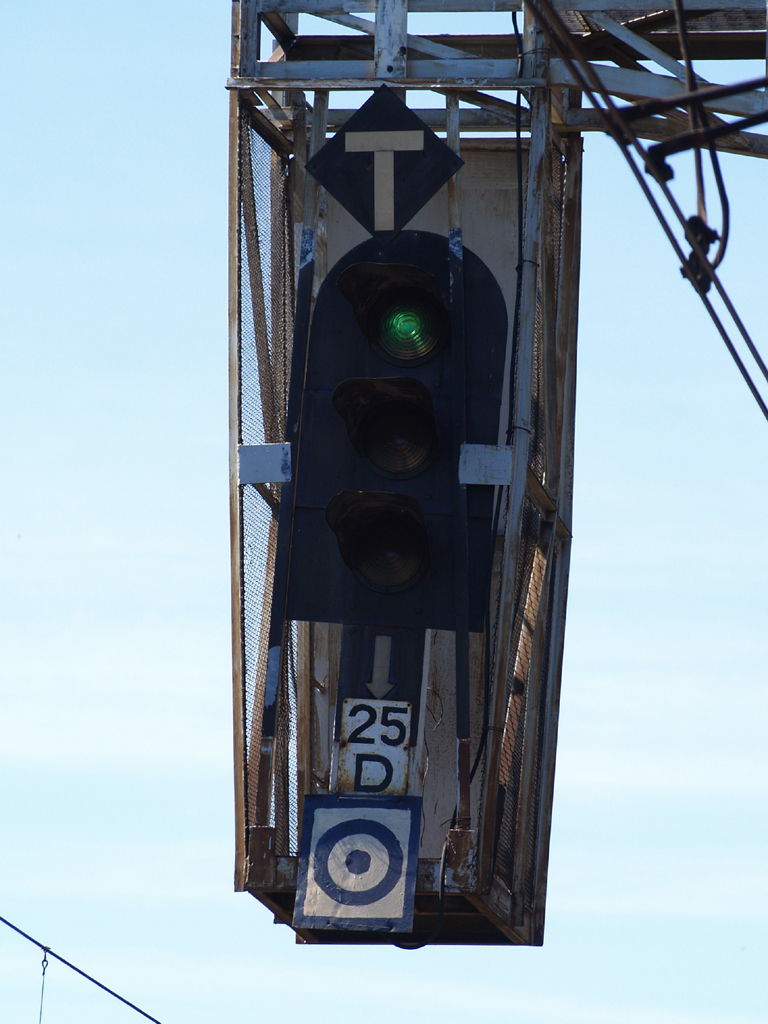
W 18 i W 22 na semaforze SBL
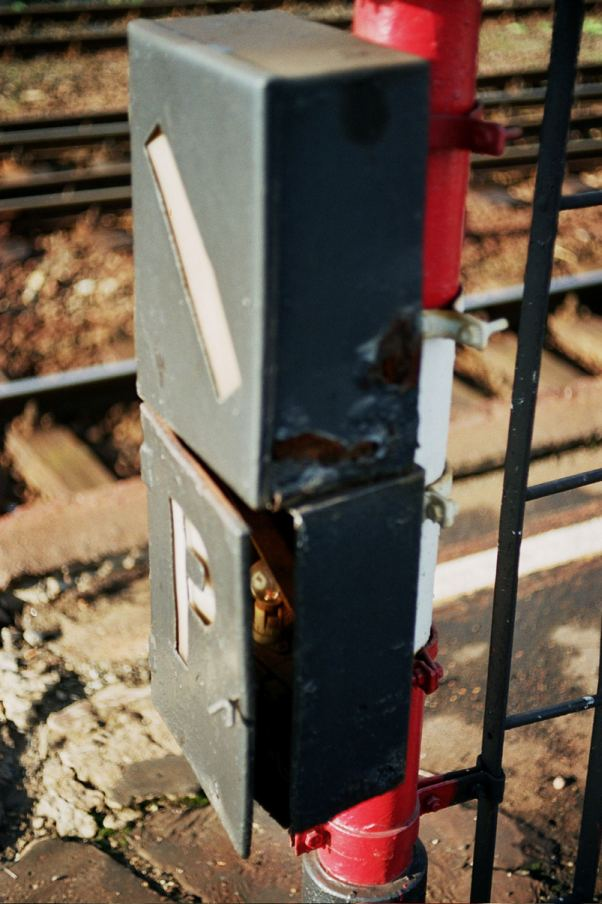
W 24 i W 26a na semaforze na stacji Warszawa Wschodnia
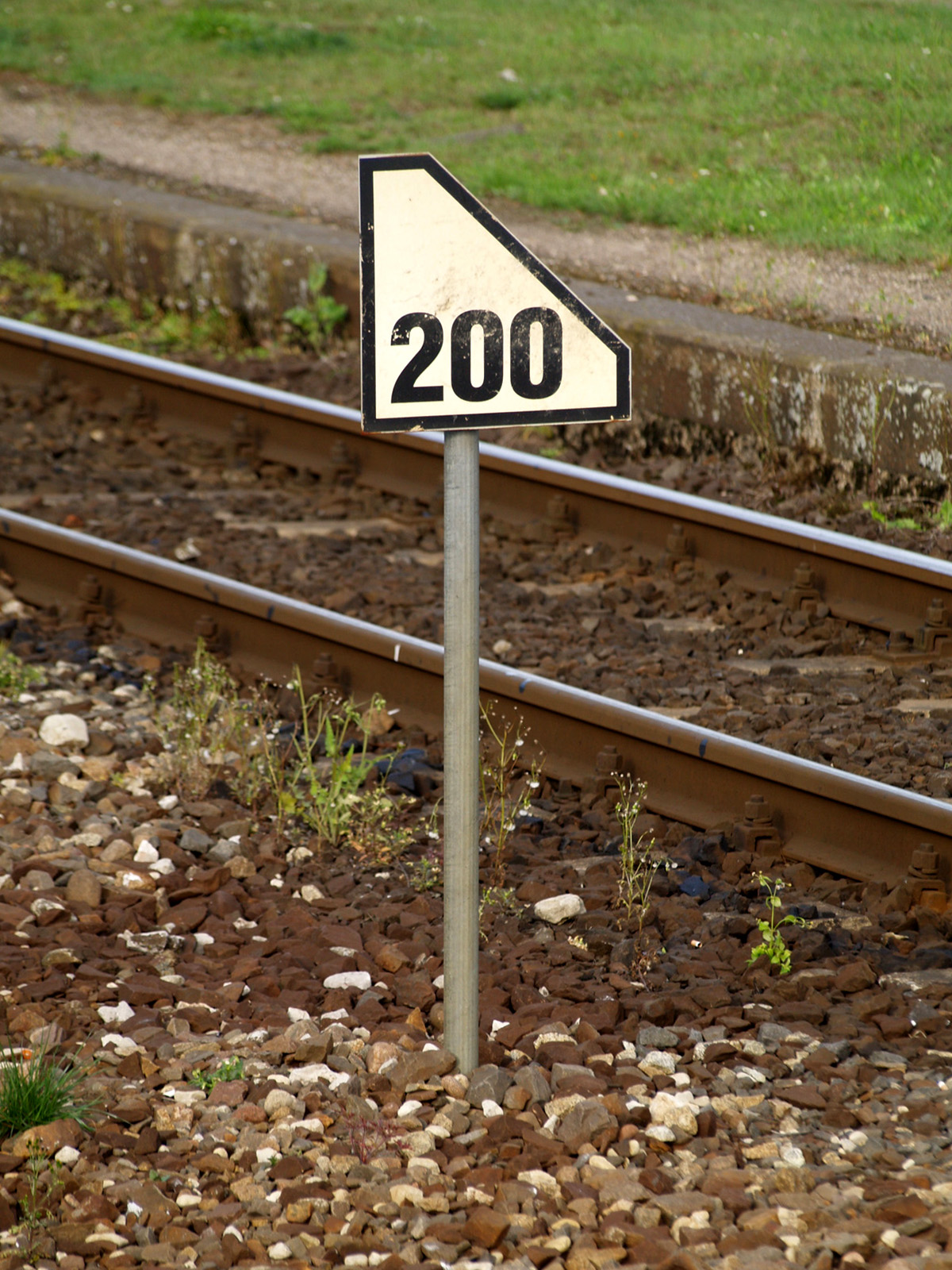
W 32 na stacji Szczecinek

## Przykłady

Legenda: (1) – Wskaźnik W 8 (wersja zwykła); (2) – Wskaźnik W 8 (wersja do ustawienia na wysokości główki szyny); (3) – Wskaźnik W9 umieszczony po stronie wskaźnika W 8; (4) – Druga strona wskaźnika W 9; (5) – Odcinek toru na którym nie obowiązuje ograniczenie prędkości; (6) – Odcinek toru na którym obowiązuje ograniczenie prędkości.

Szlak jednotorowy

Szlak jednotorowy z ograniczeniem dla jednego kierunku (np. na dużym spadku)

Szlak dwutorowy z ograniczeniem na obu torach

Szlak dwutorowy z ograniczeniem na jednym torze

Szlak wielotorowy z ograniczeniem na torze skrajnym oraz torze nieskrajnym

Szlak wielotorowy z ograniczeniem na torze skrajnym

Szlak wielotorowy z ograniczeniem na torze nieskrajnym

Szlak wielotorowy z ograniczeniem na torach nieskrajnych